# Sean Monahan
Sean Monahan (* 12. Oktober 1994 in Brampton, Ontario) ist ein kanadischer Eishockeyspieler, der seit Juli 2024 bei den Columbus Blue Jackets in der National Hockey League (NHL) unter Vertrag steht. Zuvor verbrachte der Center neun Jahre bei den Calgary Flames, die ihn im NHL Entry Draft 2013 an sechster Position ausgewählt hatten, und spielte etwa eineinhalb Jahre bei den Canadiens de Montréal sowie kurzzeitig für die Winnipeg Jets.

## Karriere

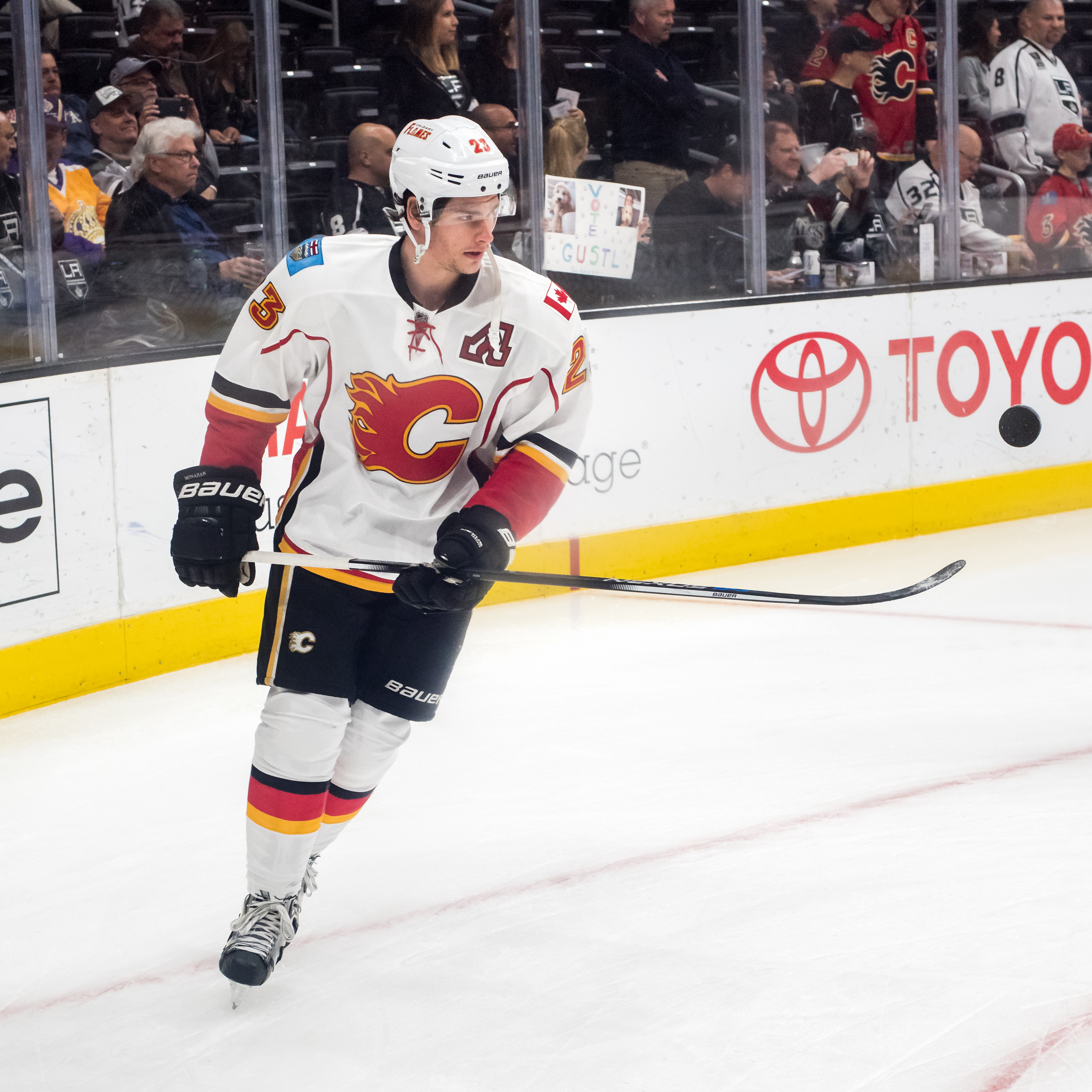
Monahan im Trikot der Calgary Flames (2016)

Monahan begann seine Karriere bei den Mississauga Rebels in einer Juniorenliga aus der Greater Toronto Area. Bei der Priority Selection 2010 der Ontario Hockey League (OHL) wurde er in der ersten Runde an 16. Position von den Ottawa 67’s ausgewählt. Der Spieler wechselte zur Saison 2010/11 in die OHL und absolvierte in seiner Rookie-Saison 65 Spiele für Ottawa, dabei gelangen ihm 20 Tore und 27 Torvorlagen. Zusätzlich wurde der Center zum OHL-Rookie des Monats März 2011 gewählt, nachdem ihm in den 12 Partien dieses Monats 11 Tore und 7 Assists gelangen.
In der folgenden Saison konnte Sean Monahan seinen Punkteschnitt deutlich steigern und erzielte in 62 Spielen 78 Scorerpunkte. Die Ottawa 67’s qualifizierten sich als zweitbestes Team der Western Conference hinter den Niagara IceDogs für die Play-offs. Nach Siegen gegen die Belleville Bulls und die Barrie Colts schieden die 67’s im Conference-Finale gegen Niagara aus. In der OHL-Spielzeit 2012/13 wurde Monahan am 23. November 2012 für zehn Spiele gesperrt, nachdem er bei einer Partie gegen die Plymouth Whalers einen Gegenspieler regelwidrig gegen den Kopf checkte. Er beendete die Saison wie im Vorjahr mit 78 Scorerpunkten.
Sean Monahan wurde beim NHL Entry Draft 2013 in der ersten Runde an insgesamt sechster Position von den Calgary Flames ausgewählt und steht seit der Saison 2013/14 fest in deren NHL-Aufgebot. Im August 2016 unterzeichnete der Angreifer einen neuen Vertrag in Calgary, der ihm in den nächsten sieben Spielzeiten ein durchschnittliches Jahresgehalt von 6,375 Millionen US-Dollar einbringen soll. In der Spielzeit 2018/19 erreichte er mit 82 Punkten aus 78 Partien seinen bisherigen Karriere-Bestwert sowie erstmals die Marke von 1,0 Punkten pro Spiel.
In den folgenden Jahren ließen seine Offensivstatistiken jedoch deutlich nach, unter anderem aufgrund mehrerer Verletzungen, so musste er sich an beiden Hüften operieren lassen. In der Saison 2021/22 verzeichnete der Angreifer mit 23 Punkten aus 65 Partien seine bisher schwächste Saisonstatistik, bevor ihn die Flames im August 2022 an die Canadiens de Montréal abgaben. Monahan verließ Calgary somit nach neun Jahren und mit 462 Punkten als einer der besten zehn Scorer der Franchise-Geschichte. Aufgrund seines hohen Gehaltes erhielt Montréal zusätzlich ein konditionales Erstrunden-Wahlrecht für einen Entry Draft der nächsten Jahre, während die Flames keine konkrete Gegenleistung aushandeln konnten (future considerations). Das nun freigewordene Gehaltsbudget nutzen sie allerdings, um Nazem Kadri zu verpflichten. Aufgrund einer kürzlichen Hüft-Operation begann Monahan die Saison 2022/23 jedoch vorerst auf der Long Term Injury Reserve List (LTIR) und bestritt letztlich nur 25 Partien in dieser Spielzeit.
Zur Spielzeit 2023/24 steigerte Monahan seine persönliche Statistik allerdings wieder deutlich, bis auf 35 Scorerpunkte in 49 Partien. Zu diesem Zeitpunkt wurde er dann, im Februar 2024, im Tausch für ein Erstrunden-Wahlrecht im NHL Entry Draft 2024 sowie ein konditionales Drittrunden-Wahlrecht im NHL Entry Draft 2027 an die Winnipeg Jets abgegeben. Letztes soll Montréal allerdings nur erhalten, falls Winnipeg in den Playoffs 2024 den Stanley Cup gewinnt, was sich nicht erfüllte. In Winnipeg beendete Monahan die Saison 2023/24 und wechselte anschließend im Juli 2024 als Free Agent zu den Columbus Blue Jackets. Diese statteten ihn mit einem neuen Fünfjahresvertrag aus, der ihm ein durchschnittliches Jahresgehalt von 5,5 Millionen US-Dollar einbringen soll. Nach der Saison 2024/25 wurde er mit der Bill Masterton Memorial Trophy geehrt, da er die Spielzeit seinem verstorbenen Freund und Teamkollegen Johnny Gaudreau gewidmet hatte.

### International
Seine ersten Einsätze auf internationaler Ebene hatte Monahan bei der World U-17 Hockey Challenge 2011. Bei diesem Turnier lief er für das Team Canada Ontario auf und gewann nach einem Finalsieg gegen die US-amerikanische Mannschaft die Goldmedaille. Monahan gelangen dabei in fünf Partien ebenso viele Scorerpunkte. Wenig später gewann er mit der kanadischen Auswahl auch beim Ivan Hlinka Memorial Tournament 2011 die Goldmedaille. Zudem war Monahan für das Team Nordamerika beim World Cup of Hockey 2016 nominiert, sagte jedoch aufgrund einer Verletzung ab.

## Erfolge und Auszeichnungen
- 2011 OHL-Spieler des Monats März
- 2012 OHL Second All-Star-Team
- 2013 CHL Top Prospects Game
- 2025 Bill Masterton Memorial Trophy

### International
- 2011 Goldmedaille bei der World U-17 Hockey Challenge
- 2011 Goldmedaille beim Ivan Hlinka Memorial Tournament

## Karrierestatistik
Stand: Ende der Saison 2024/25

### International
Vertrat Kanada bei:
- World U-17 Hockey Challenge 2011
- Ivan Hlinka Memorial Tournament 2011
- Weltmeisterschaft 2014

(Legende zur Spielerstatistik: Sp oder GP = absolvierte Spiele; T oder G = erzielte Tore; V oder A = erzielte Assists; Pkt oder Pts = erzielte Scorerpunkte; SM oder PIM = erhaltene Strafminuten; +/− = Plus/Minus-Bilanz; PP = erzielte Überzahltore; SH = erzielte Unterzahltore; GW = erzielte Siegtore; 1 Play-downs/Relegation; Kursiv: Statistik nicht vollständig)